# SAFN 1949

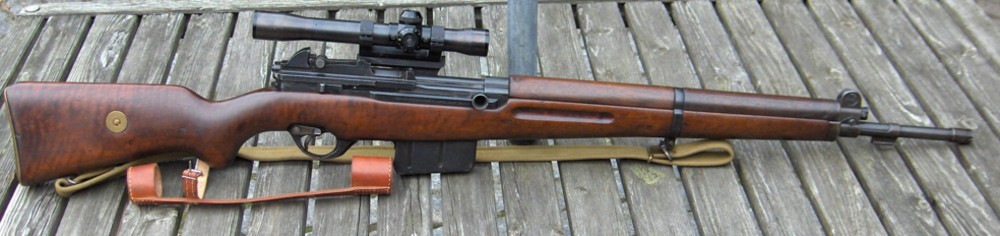
SAFN-49 égyptien et sa lunette.

Le fusil militaire SAFN 1949 est une arme à feu d'épaule qui fut réglementaire dans l'armée belge avant et en même temps que le FN FAL, dans la seconde moitié du XXe siècle.

## Présentation
Conçu par Dieudonné Saive en Grande-Bretagne pendant la Seconde Guerre mondiale et fabriqué par FN Herstal, il est adopté en 1949. Construit en bois et en acier usiné, il fonctionne par emprunt de gaz, tir semi-automatique avec un système de double gâchettes (la gâchette secondaire a pour but de retenir le chien lors du réarmé tant que la détente est actionnée) et verrouillage par culasse béquille.
Le magasin de l'arme contenait 10 cartouches à approvisionner par le dessus soit individuellement soit au moyen de lames chargeur de 5 cartouches.
L'ajout d'un tromblon permet le tir de grenades défensives antipersonnel avec une fusée always fuse ou le tir d'une grenade HEAT anti-char à charge creuse. Pour lancer la grenade, il faut tourner le bouchon du cylindre à gaz afin d'obturer le mécanisme de récupération des gaz et faire usage d'une munition spéciale à forte charge de poudre .30-06 ballist.
Différentes munitions .30-06 :
- BDR (ordinaire sur lames chargeur);
- Trac (traçante);
- Aperf (perforante);
- Inc (incendiaire);
- blank (à blanc);
- ballist (tir de grenades);
- sec plast (munition de sécurité à tête en plastique efficace à 100m)

## Variantes
L'arme fut fabriqué en plusieurs calibres mais la firme belge créa aussi :
- l'AFN 1949 pouvant tirer par rafale ;
- le SAFN de tireur d'élite muni d'une lunette de visée fabriquée par OIP en Belgique et, parfois, d'une boiserie avec appui joue[1].

Tant l'AFN que le SAFN étaient encore en usage à la force aérienne belge en 1986 (3 Wing Tac, centre d'instruction de Coxyde, centre d'instruction de St Trond, les autres bases aériennes opérationnelles étaient équipées du FAL et/ou du FNC) et à la marine ZM/FN jusqu'en 1992-93 et fut remplacé par le FAL.
Les arsenaux argentins le rechambrèrent en 1974 en 7,62 OTAN en y ajoutant le chargeur du BM-59.

## Production et diffusion
176 212 SAFN et AFN furent produits entre 1948 et 1961. En plus des 50 000 fusils livrées à la Belgique, 125 000 armes furent livrées aux pays suivants : Argentine, Brésil, Colombie, RDC, Égypte, Indonésie, Luxembourg et Venezuela. Elles furent utilisées durant la Guerre de Corée, la Violencia, la Crise de Suez, la Crise congolaise et la Guerre Civile dominicaine.

## Données numériques
- Munitions: 7x57 mm, 7,65 mm Mauser, 7.92x57mm, .30-06 US
- Longueur: 1 116 mm
- Canon: 590 mm
- Masse à vide: 4,31 kg
- Magasin: 10 coups
- fabriqué de 1949 à 1970

## Utilisateurs
- Argentine
- Belgique
- Brésil
- Colombie
- République démocratique du Congo
- Égypte
- Indonésie
- Luxembourg
- Venezuela

## Arme similaire
- SVT-40
- SKS
- MAS 49
- AG-42